# Alán Bautista
Alán Ernesto „Pantera” Bautista Gutiérrez (ur. 11 czerwca 2002 w mieście Meksyk) – meksykański piłkarz występujący na pozycji ofensywnego pomocnika, od 2024 roku zawodnik Pachuki.